# Fred Jones (cầu thủ bóng đá, sinh năm 1898)
Frederick John Jones (11 tháng 2 năm 1898 - 1990) là một cầu thủ bóng đá người Anh.